# Dan Shorey
Dan Shorey   (Oxfordshire, 22 d'abril de 1938) és un antic pilot de motociclisme anglès que competí al Campionat del Món entre 1961 i 1969. Va guanyar un únic Gran Premi, el d'Àustria de 1965 en la categoria de 500cc, pilotant una Norton Manx. Tot i no haver aconseguit cap altre podi ni cap títol mundial, durant anys fou un dels millors especialistes en curses de mitjana i gran cilindrada al Regne Unit.

## Resum biogràfic
Shorey nasqué en una família molt ficada en el món motociclisme: el seu pare, Bert, tenia un taller de motocicletes a Banbury (Oxfordshire), el North Bar garage, i al mateix temps competia en motociclisme de velocitat i en grasstrack. Bert Shorey havia guanyat, entre d'altres, la pujada de muntanya Red Marley de 1938 amb una Rudge 250. Dan va deixar l'escola el 1954 per treballar al taller de son pare i, seguint les seves passes, es va iniciar aquell mateix any en grasstrack i en motocròs. El 1955 debutà en curses de velocitat tot prenent part al Motor Cycling Club Speed trials, al circuit de Silverstone, amb una Triumph Tiger Cub de 200 cc amb la qual guanyà en la seva categoria.
El 1956, Dan Shorey disputà la seva primera autèntica cursa de velocitat a Mallory Park amb la Rudge 250, acabant-hi en una posició mitjana. Aviat, el seu èxit creixent va fer que Stan Hailwood el triés per a fer de company del seu fill, l'encara desconegut aleshores Mike Hailwood, a les 500 milles de Thruxton, cursa a disputar el juny de 1958. Tots dos pilots van compartir una Triumph T110 i van guanyar la prova de forma tan autoritària que alguns dels seus rivals comentaren que l'autèntica triomfadora n'havia estat la moto, més que no pas els pilots. Però ben aviat tothom es va adonar que aquella victòria no havia estat casual.
Shorey li comprà poc després una MV Agusta 125 a Mike Hailwood i, amb ella, va guanyar el Pinhard Priz, atorgat al millor corredor de club menor de 21 anys. La seva carrera esportiva va anar millorant, amb rècords de volta ràpida en circuits de tot Anglaterra, guanyant el 125 ACU Gold Star els anys 1961 i 1962 i el 250 ACU Gold Star el 1962; Aquell mateix any, debutà a totes cinc curses individuals al TT de l'Illa de Man: a 50cc amb una Kreidler, a 125cc i 250cc amb sengles Bultaco TSS i a 350cc i 500cc amb sengles Norton Manx, motocicletes aquestes que va seguir fent servir durant anys.
Amb una Norton Manx va guanyar el Gran Premi d'Àustria de 1965 en la categoria de 500cc, a Salzburgring (una cursa, però, que no puntuava per al mundial), el mateix any en què va guanyar el Campionat Britànic de 350cc. El 1968 va ser segon en el Gran Premi d'Alemanya de 500cc, a Nürburgring. Al llarg de la seva carrera, Shorey guanyà moltes Silver TT Replica a l'Illa de Man i seguí corrent fins a finals de la dècada de 1980 en diverses curses de motocicletes clàssiques amb la seva Norton Manx 350.

### L'etapa amb Bultaco
Shorey fou un dels primers pilots oficials de Bultaco fora de l'estat espanyol. Quan el fabricant català començà a produir les TSS de velocitat a començaments de la dècada de 1960, esdevingué un dels pocs fabricants capaços d'oferir una competència efectiva als tres gegants japonesos (Yamaha, Honda i Suzuki). Shorey, a més de ser el primer a importar les Bultaco al Regne Unit, fou fitxat per la marca com a pilot oficial per a disputar els Grans Premis a Europa.
En aquella època, ser pilot oficial d'un fabricant no era tan còmode com en l'actualitat, ja que malgrat que Bultaco proporcionava les motocicletes i els recanvis, tota la preparació i el manteniment corresponents els havien de fer el mateix pilot o els seus mecànics. Per a Shorey, però, això no era cap problema, ja que era un reconegut enginyer de motors que es guanyava la vida preparant i reparant motos. Pilot polifacètic, practicà també el trial i dins aquesta modalitat, fou el primer a pilotar una Bultaco en un trial britànic: quan el 1961 visità la fàbrica de Sant Adrià de Besòs, li demanà permís a l'amo de l'empresa, Paco Bultó, per a seguir competint amb motos britàniques en aquesta modalitat al seu país. Bultó, però, li donà una Sherpa N i li digué que fes servir aquella moto, modificant-la tant com calgués. Shorey va fer-ho així i ja a finals d'aquell any disputà una prova al Traitors Ford (al límit entre Warwickshire i Oxfordshire) amb aquella moto, adaptada al seu gust de forma artesanal.

## Resultats al Mundial de motociclisme[4]
| Any   | Categoria | Moto      | Curses | Victòries | Podi | Pole | Punts | Posició |
| ----- | --------- | --------- | ------ | --------- | ---- | ---- | ----- | ------- |
| 1961  | 250cc     | NSU       | 1      | 0         | 0    | 0    | 1     | 17è     |
| 1962  | 50cc      | Kreidler  | 1      | 0         | 0    | 0    | 1     | 14è     |
| 1962  | 250cc     | Bultaco   | 4      | 0         | 0    | 0    | 8     | 10è     |
| 1963  | 350cc     | AJS       | 1      | 0         | 0    | 0    | 2     | 18è     |
| 1965  | 350cc     | Norton    | 2      | 0         | 0    | 0    | 2     | 20è     |
| 1965  | 500cc     | Norton    | 1      | 0         | 0    | 0    | 1     | 25è     |
| 1967  | 350cc     | Norton    | 1      | 0         | 0    | 0    | 2     | 15è     |
| 1967  | 500cc     | Norton    | 2      | 0         | 0    | 0    | 4     | 13è     |
| 1968  | 350cc     | Norton    | 1      | 0         | 0    | 0    | 2     | 14è     |
| 1968  | 500cc     | Norton    | 2      | 0         | 1    | 0    | 7     | 9è      |
| 1969  | 500cc     | Matchless | 3      | 0         | 0    | 0    | 11    | 25è     |
| Total | Total     | Total     | 19     | 0         | 1    | 0    | 41    |         |